# Клан Макквін

Емблема (хрест) клану Макквін.

Герб вождів клану Макквін.

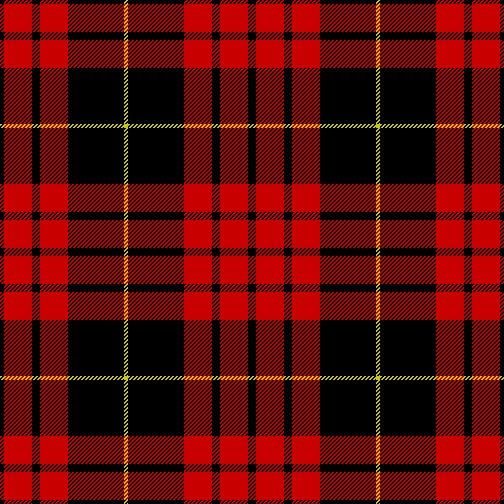
Тартан клану Макквін.

Клан Макквін — (шотл. — Clan MacQueen) — він же: клан Мак Свін (шотл. гельск. — Clan MacSween), клан Мак Свейн (шотл. гельск — Clan Mac Sweyn) — один з кланів гірської Шотландії (Гайленд). Входить до конфедерації кланів Хаттан. Нині клан не має вождя, тому клан вважається так званим кланом зброєносців.

## Гасло клану
Постійність і вірність.

## Історія клану Макквін

### Походження назви
Давні назви клану Макквін — Мак Свін та Мак Свейн. Клан має спільних предків з давнім шотландським кланом Дональд — веде свій родовід від верховних королів Ірландії Ніла (Нейла) Дев'яти Заручників та Конна Сто Битв, є безпосереднім відгалуженням ірландського клану О'Ніл (О'Нейлл). Згідно історичних переказів від династії верховних королів Ірландії відійшла бічна гілка, яка утворила клан Мак Суїбне (ірл. — MacShuibhne). Слово Shuibhne давньоірландською мовою означало «добрий, приємний». Інша назва клану була Мак Конн (ірл. — MacConn). Слово Conn крім власного імені одного з королів Ірландії (відповідно Мак Конн — Сини Конна), давньоірландською означало «вождь». Пізніше назва Мак Суїбне перетворилася на Мак Свін, потім на Мак Квін.

### Союзи клану з іншими кланами
У XV столітті клан Макквін був союзником клану МакДональд з Кланраналду. Коли Х вождь клану Макінтош — Малколм Макінтош одружувався з дочкою вождя клану МакДональд — Морою МакДональд, один із вождів клану Макквін — Реван Макквін був особистим охоронцем дочки вождя клану МакДональд з Кланраналду і одружився з дочкою вождя клану Макінтош. В той час вожді клану Макінтош були одночасно вождями конфедерації кланів Хаттан, тому клан Макквін ввійшов до конфедерації кланів Хаттан і володів землями Фідгорн (гельск. — Findhorn). Клан Макквін оселився на землях клану Макінтош і вождь клану Макквін став лордом (лейрдом) Коррібороу. З того часу люди клану Макквін, що жили на землях клану Макінтош стали називатися кланом Реван. Ім'я Реван було в Шотландії пізніше забуте, але це старовинне шотландське ім'я. Тому довгий час клан Макквін був відомий як клан Реван (гельск. — Clan Revan), вожді клану були лордами Коррібороу (гельск. — Corrieborough). Лорди Коррібороу стали основною гілкою клану Макквін. Клан був сильним союзником клану МакДональд — цим союзом дорожили. У 1778 році вождь клану МакДональд зі Сліта сказав: «Я вважаю великою честю для себе мати союзниками вождів клану Макквін, вони завжди були побратимами нашого клану, саме цим вождям ви зобов'язані своїм існуванням, я пишаюся тим, що вони є поруч з нами.» Клан Макквін або МакСвін володів чисельними землями на Гебридських островах. Доктор Семюел Джонсон у XVIII столітті відвідав Гебридські острови і писав, що він вражений мудрістю і знаннями преподобного Снізорда — Дональда Макквіна. вважається, що честь клану Макквін зганьбив у XVIII столітті горезвісний суддя Роберт Макквін, що «прославився» своїми жорстокими несправедливими вироками смертної кари. Клан розселився по різним землям Шотландії, Нової Зеландії та в різних англійських колоніях.

## Варіанти назви та септи клану Макквін
- Мік Суйбне (гельск. — Mhic Suibne)
- Мак Кунн (гельск. — MacCunn)
- Мак Сван (гельск. — MacSwan)
- Мак Свен (гельск. — MacSwen)
- Мак Свін (гельск. — MacSween)
- Мак Свіні (гельск. — McSweeney)
- Мак Свайд (гельск. — MacSwyde)
- Свін (гельск. — Sween)
- Свіні (англ. — Sweeney)
- Свен (англ. — Swan)
- Свайн (англ. — Swyne)

## Символіка клану
Символами клану Макквін є гілки самшиту та брусниці. Багато кланів з конфедерації Хаттан маю ту ж саму символіку. Гілка клану Макквін, що жила на острові Скай мала символом гілку вересу. Багато кланів, які були пов'язані з кланом МакДональд мали цей же символ.